# Jost Amman
Jost Amman o Jodocus Amman (Zúrich, bautizado el 13 de junio de 1539-Núremberg, 17 de marzo de 1591) fue un artista suizo, destacado en especial por sus grabados en madera, hechos principalmente para ilustraciones de libros.

## Biografía
Hijo de un profesor de lógica y estudios clásicos, se sabe poco de su historia personal más allá del hecho de que se trasladó a Núremberg en 1560, donde continuó residiendo hasta su muerte en marzo de 1591. Trabajó inicialmente con Virgil Solis, entonces un prolífico grabador e ilustrador de libros. La productividad de Amman fue muy notable, como se desprende de la declaración de uno de los alumnos de su taller, que señalaba como los grabados realizados durante cuatro años habrían llenado un carro de heno. Un gran número de sus originales se encuentran en el Kupferstichkabinett de Berlín. Se le atribuyen unos 1500 dibujos. Fue uno de los últimos grandes productores de grabados en madera para ilustrar libros, ya que durante esa época la matriz de los grabados pasó paulatinamente de la madera al metal. Aunque, al igual que la mayoría de los artistas de grabado en madera, normalmente dejaba a un tercero especialista el corte del bloque con el grabado, la aparición de un cuchillo de cortar madera y una pluma de ave en algunas de sus obras, sugiere que, en ocasiones, Amman cortó sus propios bloques.
Entre sus trabajos destacan una serie de grabados de los reyes de Francia, con una breve biografía de cada uno, que apareció en Fráncfort del Meno en 1576. También ejecutó muchos de los grabados en madera que ilustran la Biblia publicada en Fráncfort por Sigismund Feierabend. Otra serie de gran valor es la Panoplia Omnium Liberalium Mechanicarum et Seden-tariarum Artium Genera Continens, con 115 ilustraciones. Los dibujos de Amman son minuciosos y precisos en los detalles, sobre todo en la vestimenta.